# 샤프빌 학살

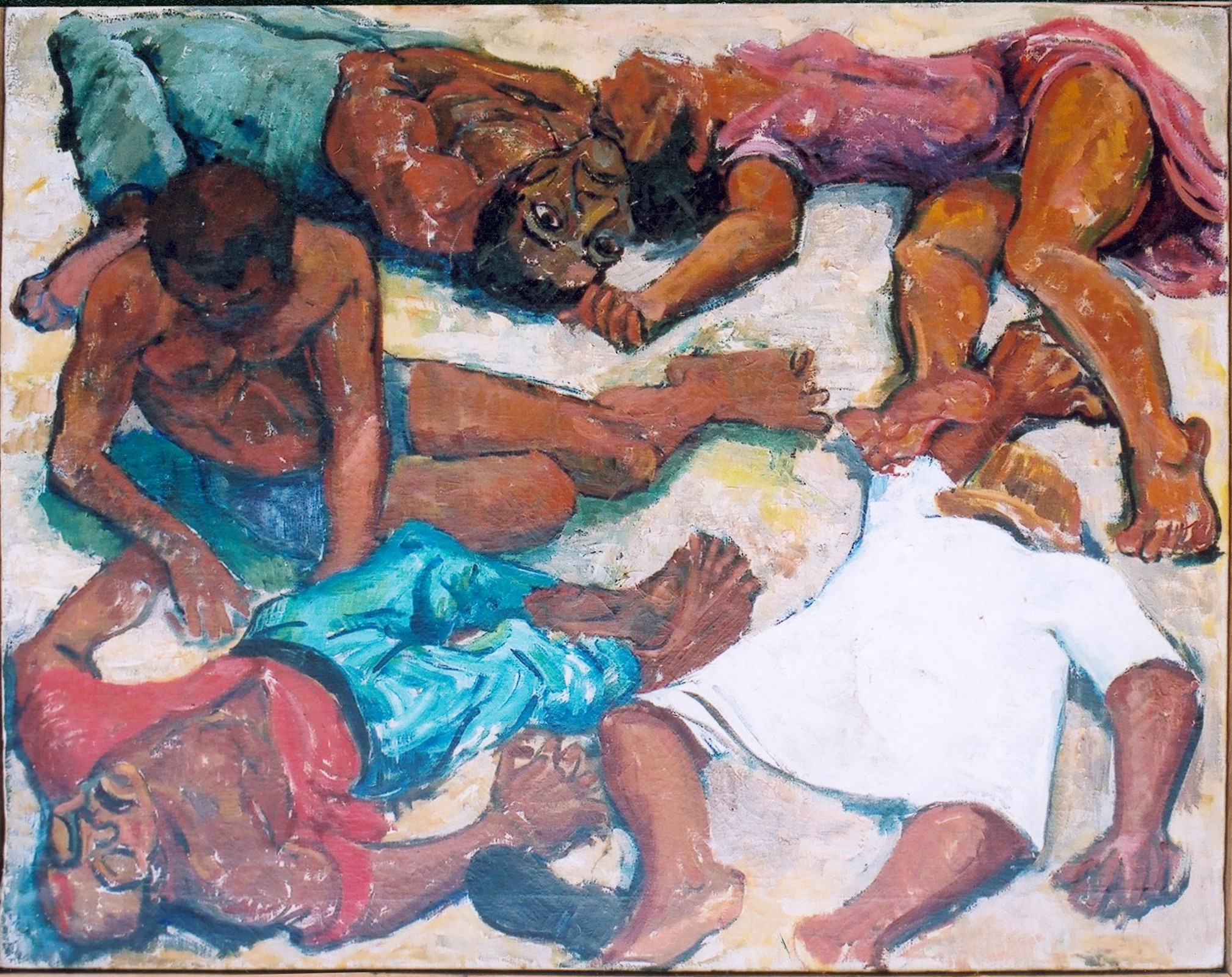
샤프빌 학살의 참상을 그린 그림

샤프빌 학살은 1960년 3월 21일 남아프리카 연방의 트란스발주 요하네스버그 샤프빌에서 국민당 정권 퇴진과 아파르트헤이트 폐지를 요구한 시위대를 학살한 사건이다. 이 사건으로 69명의 사망자와 어린이 29명을 포함해 총 289명이 부상자가 발생하였다.

## 배경
1948년 비판과 논란속에서 세워진 극우 국민당 정권은 반공산주의법을 일방적으로 공표한 후, 반대파 학살을 자행했다. 이 법안에 기초하여 아파르트헤이트가 실시되었는데 이은 극단적으로 반공주의적이고 인종주의적이며 백인우월주의적인 것으로 여겨졌다.
아파르트헤이트가 시행되면서 요하네스버그에 살고 있는 노동자들이 사막으로 강제 추방되었고, 통행증 제도를 추가하면서 차별 대상은 여성까지 확대되었다. 통행증 제도는 나치독일의 게토와 마찬가지로 반대파 탄압과 학살에 사용되었다.
1960년 3월 21일 통행증 제도에 반대하는 10,000명의 시위대가 비밀경찰에 체포되어 고문을 받았다. 그날 감옥에서 탈출한 시위대들은 샤프빌에 반아파르트헤이트 시위 전선을 구축했다.
10시경 비밀경찰은 시위대를 급습했고 치안대를 동원해 학살을 자행했다. 1998년 샤프빌 대학살 진상조사에서 군인 병력이 투입되어 장갑차를 비롯한 중화기가 동원되었으며, 스텐 기관단총과 리엔필드 소총을 시위대를 향해 일방적으로 발포한 것으로 밝혀졌다.
1961년 샤프빌 대학살의 생존자들은 움콘토 웨 시즈웨를 설립하는데 기여했으며, 국민당 정권의 핵심 시설을 습격하며 저항 운동을 펼쳤다.

## 같이 보기
- 5·18 광주 민주화 운동
- 2·28 사건
- 만보산 사건
- 마리카나 광산 파업
- 아프리카의 해